# 지수중학교
지수중학교(智水中學校)는 대한민국 경상남도 진주시 지수면 승산리에 있는 공립 중학교이다.

## 학교 연혁
- 1970년 12월 31일 : 지수중학교 설립인가(9학급)
- 1971년 4월 28일 : 지수중학교 개교
- 1972년 5월 10일 : 남해고속도로 관계로 학교 이전
- 2009년 6월 15일 : 경상남도교육청 희망키움학교 운영(∼2011.02.28)
- 2012년 3월 1일 : 경상남도교육청 전원학교 운영(∼2014.02.28)
- 2019년 3월 1일 : 경남교육청지정 자율학교 운영(∼2022.02.28)
- 2023년 1월 6일 : 제50회 졸업(3명, 누계 2,849명)
- 2023년 3월 1일 : 경남교육청지정 자율학교 운영(∼2026.02.28)
- 2023년 3월 2일 : 입학식
- 2023년 9월 1일 : 제19대 조재원 교장 취임

## 참고 자료
- 지수중학교 - 한국교육학술정보원 학교알리미